# Oratorienchor

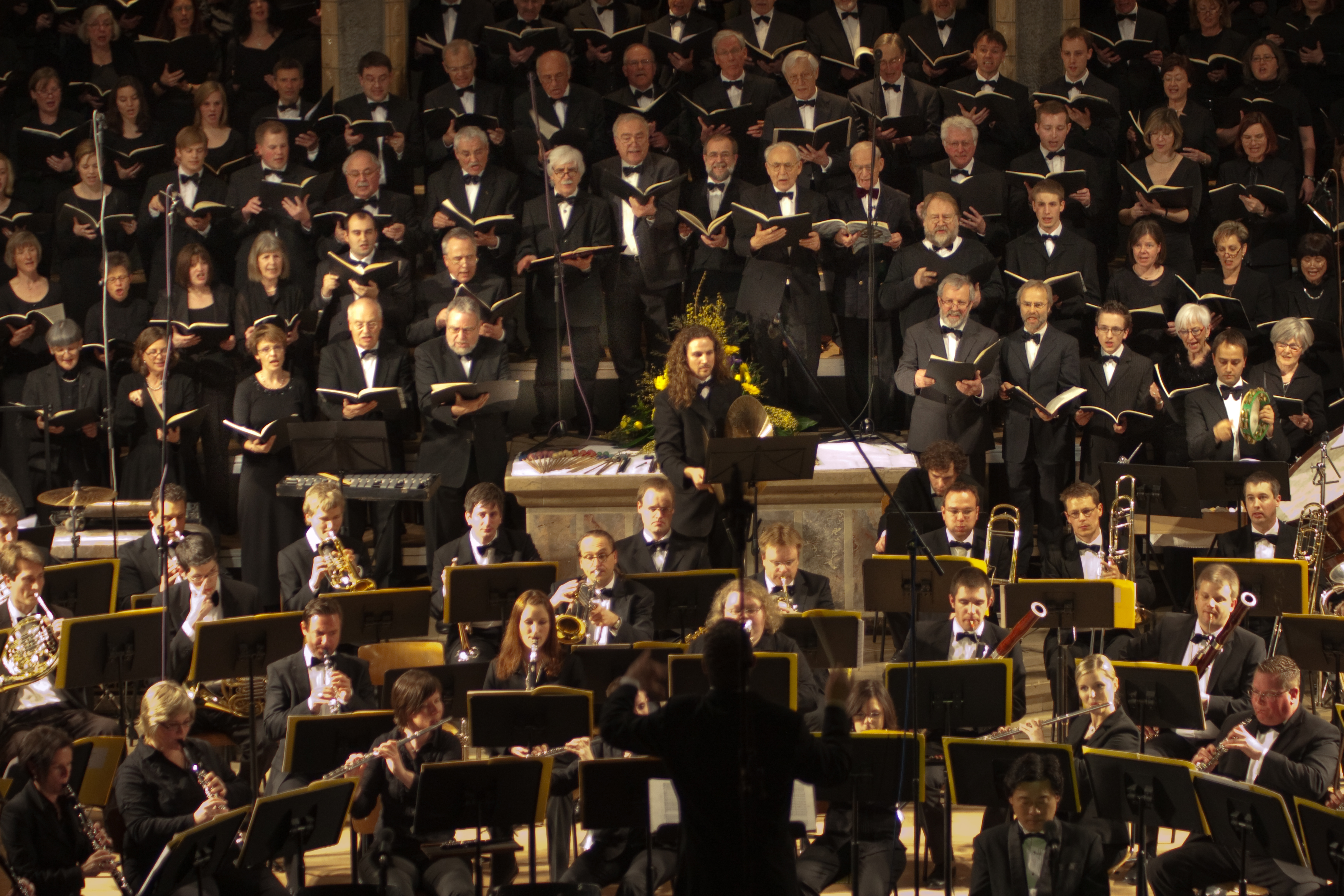
Ein Oratorienchor konzertiert zusammen mit einem Sinfonischen Blasorchester (2009)

Ein Oratorienchor ist ein Chor, der es sich zur Aufgabe gesetzt hat, Oratorien einzustudieren und wiederzugeben. Ein Oratorienchor ist in der Regel vierstimmig in den Stimmlagen Sopran, Alt, Tenor und Bass aufgestellt, arbeitet bei großen Oratorien, Messen und Passionen aber auch fünf- und sechsstimmig; bei manchen Werken auch doppel- und mehrchörig. Gerade große Oratorien der Romantik und der Moderne rufen nach einem starken Chor, der in der Lage ist, größere Konzertsäle und Kirchen klanglich zu füllen. Ein weiteres Erfordernis ist, dass ein Oratorienchor gleichgewichtig neben ein Orchester in sinfonischer Besetzung treten kann. Ein Oratorienchor ist also in der Regel zahlenmäßig wesentlich größer ausgestattet als ein Kammerchor.

## Beispiele für Oratorienchöre
- Aachener Bachverein
- Berliner Oratorien-Chor
- Cæciliaforeningen in Oslo
- Hannoverscher Oratorienchor
- Oratorienchor Karlsruhe an der Christuskirche
- Oratorienchor Köln
- Münchner Oratorienchor
- Oratorienchor Ulm
- Oratorienchor Würzburg
- Oratorienchor Liederkranz Ravensburg